# Porteous Point
Der Porteous Point (englisch, in Argentinien Punta Porteous) ist eine Landspitze am südwestlichen Ende von Signy Island im Archipel der Südlichen Orkneyinseln. Er liegt an der Südseite der Einfahrt zur Cummings Cove bzw. an der Nordostseite der Einfahrt zum Fyr Channel.
Wissenschaftler der britischen Discovery Investigations kartierten die Landspitze im Jahr 1933. Namensgeber ist Andrew Nicol Porteous (1889–unbekannt), Ingenieur auf dem Forschungsschiff RRS Discovery II.